# Хусик Фолс (Њујорк)
Хусик Фолс (енгл. Hoosick Falls) град је у америчкој савезној држави Њујорк.

## Демографија
По попису из 2010. године број становника је 3.501, што је 65 (1,9%) становника више него 2000. године.
| Група             | 2000.         | 2010.         |
| Белци             | 3.336 (97,1%) | 3.358 (95,9%) |
| Афроамериканци    | 19 (0,6%)     | 27 (0,8%)     |
| Азијати           | 17 (0,5%)     | 16 (0,5%)     |
| Хиспаноамериканци | 34 (1,0%)     | 42 (1,2%)     |
| Укупно            | 3.436         | 3.501         |